# 拉尔迪耶和瓦朗萨
拉尔迪耶和瓦朗萨（法語：Lardier-et-Valença）是法国上阿尔卑斯省的一个市镇，位于该省南部偏西，属于加普区（Gap）。该市镇2009年时的人口为332人。

## 人口
拉尔迪耶和瓦朗萨人口变化图示
| 数据来源：INSEE |